# Marion Barry
Marion Shepilov Barry (6 de marzo de 1936 - 23 de noviembre de 2014) fue un político estadounidense que se desempeñó como alcalde del Distrito de Columbia de 1979 a 1991 y de 1995 a 1999. Como demócrata, Barry sirvió tres tenencias en el Concejo del Distrito de Columbia, representando como miembro general de 1975 a 1979, y en el Distrito 8 de 1993 a 1995, y nuevamente de 2005 a 2014.
En la década de 1960 estuvo involucrado en el movimiento de derechos civiles, primero como miembro del Movimiento de Estudiantes de Nashville y luego sirvió como el primer presidente del Comité de Coordinación Estudiantil No Violento (SNCC). En 1979, Barry fue elegido como alcalde de Washington D. C., el primer destacado activista de derechos civiles en alcanzar el ejecutivo de una importante ciudad estadounidense.  Dio el discurso de nominación presidencial para Jesse Jackson en la Convención Nacional Demócrata de 1984. Su celebridad se transformó en notoriedad internacional en enero de 1990, cuando fue grabado en video durante una operación encubierta fumando crack y arrestado por funcionarios de la Oficina Federal de Investigaciones (FBI) por cargos de drogas. El arresto y el posterior juicio impidieron que Barry buscara la reelección, y estuvo seis meses en una prisión federal. Después de su liberación, fue elegido para el Concejo del Distrito de Columbia en 1992. Fue elegido nuevamente como alcalde en 1994, sirviendo de 1995 a 1999.
A pesar de su historia de controversias políticas y legales, Barry fue una figura popular e influyente en Washington D. C. El semanario alternativo Washington City Paper lo apodó «Alcalde de por vida», una designación que permaneció mucho después de que Barry dejó la alcaldía. The Washington Post dijo una vez que «para entender el Distrito de Columbia, uno debe entender a Marion Barry».

## 1936–1954: Primeros años
Marion Barry nació en la zona rural de Itta Bena, Misisipi, siendo el tercer hijo de Mattie Cummings y Marion Barry. Su padre murió cuando tenía cuatro años, y un año después su madre se mudó con la familia a Memphis, Tennessee, donde sus perspectivas de empleo eran mejores. Su madre se casó con David Cummings, un carnicero, y juntos criaron ocho hijos. Al crecer en Latham Street, cerca de South Parkway, Marion Barry asistió a Florida Elementary y se graduó en Booker T. Washington High.
La primera vez que Barry notó problemas raciales fue cuando tuvo que caminar a la escuela mientras se les asignaba un autobús escolar a los estudiantes blancos. Las escuelas estaban segregadas, al igual que las instalaciones públicas. Tuvo varios trabajos cuando era niño, incluyendo recoger algodón, entregar y vender periódicos y empacar comestibles. Mientras estaba en la escuela secundaria, Barry trabajó como mesero en el puesto de la Legión Americana y, a los 17 años,  obtuvo el rango de Eagle Scout.
Marion Barry comenzó su espíritu de activismo por los derechos civiles cuando era un repartidor de periódicos en Memphis. El periódico para el que trabajó organizó un concurso en el que cualquier niño que ganara 15 nuevos clientes podría ganar un viaje a Nueva Orleans. Barry y un par de otros chicos negros alcanzaron la cuota de 15 nuevos clientes, pero no se les permitió ir a Nueva Orleans, una ciudad segregada. El periódico dijo que no podía permitirse el lujo de contratar dos autobuses para satisfacer las reglas de segregación de Misisipi. Barry decidió boicotear el periódico hasta que acordaron enviar a los repartidores negros en un viaje. Después de que el periódico les ofreció a los chicos negros la oportunidad de ir a San Luis, Misuri en un viaje, porque no era una ciudad segregada, Barry reanudó su trabajo.

## 1955–1970: Educación y activismo por los derechos civiles

### Estudios de pregrado en LeMoyne College
Barry asistió a LeMoyne – Owen College, en Memphis, graduándose en 1958. En su tercer año, las injusticias raciales que había visto comenzaron a unirse. Él y sus amigos fueron a un recinto ferial segregado en Memphis, y fueron en un momento reservado para los blancos, porque querían ver la exhibición de ciencias. Cuando estuvieron cerca de la exhibición, un policía los detuvo y les pidió que se fueran. Barry y sus amigos se fueron sin protestar. En ese momento, él no sabía mucho sobre su raza, o por qué fueron tratados mal, pero le molestaba el incidente. Poco tiempo después, se volvió más activo en el NAACP en LeMoyne-Owens, en el que sirvió como presidente. A veces se dice que su ardiente apoyo al movimiento de derechos civiles le valió el apodo de «Shep», en referencia al político soviético Dmitri Shepílov, y luego Barry comenzó a usar a Shepilov como su segundo nombre. No obstante, en su autobiografía declaró que eligió el nombre con respecto a su S inicial, que inicialmente no significaba nada, pero después de haber encontrado el nombre de Shepilov en los periódicos afirmó que: «Escogí ‘Shephilov’ como segundo nombre porque era el único que conocía y me gustaba».
En 1958, en LeMoyne-Owens, criticó a un administrador de la universidad por los comentarios que consideraba degradantes para los afroamericanos, por lo que casi fue expulsado. Mientras era senior y presidente del NAACP, Barry escuchó de Walter Chandler, el único miembro blanco en la junta de fideicomisarios de LeMoyne-Owen, haciendo comentarios de que las personas negras deberían ser tratadas como un «hermano menor y no como un adulto». Por ello, escribió una carta al presidente de LeMoyne objetando los comentarios y preguntando si Walter Chandler podría ser expulsado de la junta. Un amigo de Barry era el editor del periódico escolar, The Magician, y le dijo que publicara la carta en el periódico. A partir de ahí, la carta llegó a la primera plana del conservador periódico matutino de Memphis.

### Grado Superior, Movimiento de Estudiantes de Nashville, CCENV
Barry obtuvo un M.S. en química orgánica de la Universidad Fisk en 1960. Fue miembro de la fraternidad Alpha Phi Alpha. Mientras estaba en la escuela de posgrado en Fisk, fue arrestado varias veces mientras participaba en las sentadas de Nashville para desagregar los mostradores de almuerzo y otros eventos del Movimiento por los Derechos Civiles. Después de graduarse de Fisk, Barry continuó trabajando en el Movimiento de Derechos Civiles, centrándose en la eliminación de la segregación racial de los pasajeros de autobuses.
En 1960, fue elegido como el primer presidente del Comité de Coordinación Estudiantil No Violento (SNCC). Ayudó a desarrollar un proyecto de organización en McComb, Misisipi. El proyecto fue tanto un registro de votantes como un esfuerzo de acción directa. Barry dijo que él y otros activistas vivían con la gente local para mantenerse a salvo y para aprender cómo era vivir allí. Podrían usar esa información para organizar a los miembros del SNCC en consecuencia.

### Doctorado
Barry comenzó los estudios de doctorado en la Universidad de Kansas, pero pronto abandonó el programa. Contempló la facultad de derecho para ayudarlo con su activismo, pero decidió no hacerlo, porque la demora en la admisión significaría que tendría que tomar un año libre de la escuela. Si se hubiera tomado un año libre, existía la posibilidad de que lo reclutaran en el ejército, cosa que no quería.
Decidió ir a la Universidad de Tennessee, donde recibió una beca de posgrado. A pesar de estar ubicada en el sur, la Universidad de Tennessee era una institución educativa integrada, una nueva experiencia para Barry. Comenzó estudios de doctorado en química en la Universidad de Tennessee en Knoxville, el único afroamericano en el programa. Se enteró de que tenía prohibido dar clases particulares a niños blancos, y que su esposa Blantie Evans no podía trabajar en la escuela blanca. Abandonó el programa a favor de sus nuevos deberes en el SNCC.
En la primavera de 1964, asistió a una conferencia en Nashville y se convirtió en uno de los fundadores del Comité de Organización de Estudiantes del Sur (SSOC).

### Trabajando para el Comité Coordinador Estudiantil No Violento
Como jefe del SNCC, Barry lideró protestas contra la segregación racial y la discriminación. Después de abandonar McComb, Barry presionó a las legislaturas estatales para tratar de convencerlos de que votaran para hacer del Mississippi Freedom Democratic Party (MFDP) el reconocido partido demócrata de Misisipi en la Convención Nacional Demócrata de 1964. En una protesta por su continua privación de derechos, los afroamericanos habían organizado este partido para demostrar que los negros querían votar y realizaron una elección de juicio. Él dormió en el paseo marítimo de Atlantic City la noche después de hablar con la Legislatura de Nueva Jersey.
Después de dejar la legislatura de Nueva York, James Forman le pidió a Barry que fuera a Washington D. C. para administrar la oficina de SNCC. En ese momento, más de la mitad de la población del Distrito de Columbia era negra y no tenían representación política en el Congreso, ya que la capital se consideraba un tipo diferente de jurisdicción.
En 1965, Barry y Evans se mudaron a Washington D. C., para abrir un capítulo local del SNCC. Estuvo profundamente involucrado en la coordinación de manifestaciones pacíficas en la calle, así como en un boicot para protestar por los aumentos de tarifas de autobuses. Organizó paseos para trabajar para quienes los necesitaban. El boicot le costó a la línea de autobús miles de dólares, y Barry demostró su habilidad para organizarse.
También se desempeñó como líder del Movimiento de Libre D.C., apoyando firmemente el aumento de la regla de la casa, ya que un comité del Congreso ejerció la regla administrativa sobre el distrito. Barry renunció al SNCC en 1967, cuando H. Rap Brown se convirtió en presidente del grupo. En 1967, Barry y Mary Treadwell cofundaron Pride, Inc., un programa financiado por el Departamento de Trabajo para proporcionar capacitación laboral a hombres negros desempleados. El grupo empleó a cientos de adolescentes para limpiar calles y callejones en el distrito. Barry y Treadwell se habían conocido cuando eran estudiantes de la Universidad Fisk, y luego se volvieron a encontrar mientras estaban haciendo piquetes frente a la Washington Gas Light Company.
Barry y Treadwell se casaron en 1972. Se separaron cinco años después.
Barry estuvo activo después de los disturbios de 1968 en Washington D. C., que siguieron al asesinato de Martin Luther King, Jr. en Memphis. Organizó a través de Pride Inc. un programa de distribución gratuita de alimentos para residentes negros pobres cuyas casas y vecindarios habían sido destruidos en los disturbios. Convenció a la cadena de supermercados Giant Food para que donara alimentos, y pasó una semana conduciendo camiones y entregando alimentos en los proyectos de vivienda de la ciudad. También se convirtió en miembro de la junta del Comité de Desarrollo Económico de la ciudad, ayudando a enrutar fondos federales y capital de riesgo a negocios propiedad de negros que luchaban por recuperarse de los disturbios.
Cuando el presidente Richard Nixon declaró el 21 de julio de 1969, Día Nacional de Participación en honor del alunizaje del Apolo 11, Barry lo criticó. Él creía que el Dr. Martin Luther King, Jr. merecía un día nacional de honor en su cumpleaños, al que Nixon se había opuesto. Dijo: «¿Por qué los negros se sienten eufóricos cuando vemos hombres comiendo en la luna cuando millones de negros y blancos pobres no tienen suficiente dinero para comprar comida aquí en la tierra?»

## 1971–1974: D.C. Junta de Educación
En 1971, Barry anunció su candidatura para ser miembro general de la junta escolar, y se postuló contra la titular, Anita L. Allen. Dijo que quería dirigir la junta escolar a los «temas de educación» y alejarlos de los problemas de las personalidades. Finalmente, derrotó a Allen, con el 58 por ciento de los votos contra el 34 por ciento de su contrincante.
Después de que Barry se sentara en 1972, fue elegido por unanimidad como presidente de la junta. Se desempeñó como presidente de la junta durante dos años, reorganizando las finanzas del sistema escolar y creando consenso en la junta.
En respuesta a la película de 1972 Blaxploitation Superfly, Barry rápidamente formó un grupo de protesta llamado Blacks Against Narcotics and Genocide (BANG). Dijo que la película era dañina para la juventud negra y que glorificaba el abuso de drogas. BANG pidió un boicot a la película.
Barry abogó por un presupuesto más amplio para la educación  y recauda para los maestros. También apoyó el nombramiento de Barbara Sizemore como superintendente del distrito, haciendo del Distrito de Columbia la primera área urbana importante del país con una mujer como Superintendente de la Junta Escolar.
Cuando el Senado suspendió los pagos anuales al distrito debido al debate sobre si el gobierno federal debería continuar pagando por celebrar las elecciones partidistas del distrito, Barry convocó a audiencias públicas sobre el asunto.  También comentó: «Dado que es un hecho conocido que la composición mayoritaria de un gobierno electo será negro, el acuerdo de los conferenciantes me indica que algunos miembros del Congreso dicen que los negros no pueden ser fiscalmente responsables y, por lo tanto, tienen que tener un Congreso predominantemente blanco que supervise cómo se gastan nuestros fondos».

## 1974–1979: Consejo de DC e intento de asesinato
Una vez establecido el gobierno de Washington D. C. en 1974, Barry fue elegido miembro general del primer consejo municipal electo. En ese puesto, se desempeñó como presidente del Comité de Finanzas e Ingresos del Distrito de Columbia. Fue reelegido en 1976.
El 9 de marzo de 1977, mientras servía en el Concejo Municipal del D.C., recibió un disparo el por parte de los musulmanes radicales Hanafi (una secta separatista de la Nación del Islam) cuando invadieron el edificio del Distrito. Dicho disparo se produjo cerca de su corazón durante el asedio Hanafi de dos días en el que los terroristas retuvieron a los rehenes. Esto fue finalmente desactivado por el FBI y los embajadores musulmanes. Con posterioridad, Barry se recuperó de su lesión.

### Elección de alcalde de 1978
Con credenciales como activista, legislador y «héroe» en una crisis de rehenes, así como un respaldo temprano del Washington Post, Barry fue elegido alcalde después de que Walter Washington, el primer alcalde del distrito, cayera en desgracia política en las elecciones de 1978.
En las primarias demócratas, la verdadera competencia en la ciudad de mayoría negra y demócrata, Barry se postuló con el lema de la campaña «Take a Stand» y la promesa de mejorar la «torpe y torpe» administración del Distrito de Columbia. Ganó las elecciones primarias demócratas contra sus principales rivales, el alcalde Washington y el presidente del consejo, Sterling Tucker. La votación estuvo tan cerca que la cuenta final estuvo en duda durante más de dos semanas. Barry derrotó a su oponente republicano Arthur Fletcher y a otros dos candidatos menores en una elección general aplastante en noviembre. Fue la segunda persona elegida para el cargo de alcalde.

## 1979–1991: Alcalde del Distrito de Columbia

### Primer mandato
Los primeros cuatro años en el cargo de Barry se caracterizaron por una mayor eficiencia en la administración de la ciudad y los servicios gubernamentales, en particular el departamento de saneamiento. También instituyó su programa característico de empleos de verano, en el que el empleo de verano se puso a disposición de todos los residentes en edad escolar. Al mismo tiempo, enderezó las caóticas finanzas de la ciudad y atacó el déficit introduciendo controles de gasto y despidiendo al diez por ciento de la fuerza laboral de la ciudad. Cada año de su primer mandato vio un superávit presupuestario de al menos 13 millones de dólares. La reportera política del Distrito de Columbia, Jonetta Rose Barras, caracterizó la primera administración de Barry como «metódica, competente e intelectualmente superior».
Sin embargo, el desempleo aumentó dramáticamente durante la primera administración de Barry, al igual que las tasas de criminalidad, en parte porque muchos de sus despidos se centraron en el departamento de policía (1,500 terminaciones en 1981). Su promesa de campaña de «quitar las tablas» de la vivienda pública, es decir, para rehabilitar unidades de vivienda pública en ruinas y condenadas, fue lenta en su cumplimiento. La deuda de la ciudad también era un problema constante: Barry había recalculado el reclamo de la Administración de Washington de un superávit de $ 41 millones y descubrió que la ciudad tenía una deuda de $ 285 millones, una acumulación a largo plazo que sus excedentes anuales no podían superar hasta el final de su mandato. Se malversaron fondos entre los cargos nombrados por Barry, como el director de Servicios de Empleo Ivanhoe Donaldson, que comenzó tarde en el primer mandato de Barry, aunque no se descubriría el fraude durante varios años. Barry fue personalmente tocado por una serie de «mini escándalos». Viajaba con finanzas que a menudo mantenía en secreto. Se informó que usaba cocaína en clubes nocturnos del centro.

### Segundo mandato
En 1982, Barry se enfrentó a la reelección contra un desafío de la colega demócrata Patricia Roberts Harris, una mujer afroamericana que había servido en dos cargos de gabinete bajo el presidente Jimmy Carter, así como de los miembros del concejo John L. Ray y Charlene Drew Jarvis. En las elecciones primarias celebradas el 14 de septiembre de 1982, Barry ganó con más del 58% de los votos. Ganó el 82% de los votos en las elecciones generales del 11 de noviembre contra el candidato republicano E. Brooke Lee.
Su segundo mandato fue mucho más problemático que el primero. Aunque Washington experimentó un «boom» inmobiliario masivo que ayudó a aliviar los problemas fiscales de la ciudad por un tiempo, el gasto gubernamental se disparó; la administración registró un quinto superávit presupuestario consecutivo, pero al año siguiente tuvo un déficit de $ 110 millones. Gran parte de la disparidad fue causada por la política de Barry de combatir el desempleo creando empleos gubernamentales; las nóminas del gobierno de la ciudad aumentaron tanto que para 1986, nadie en la administración sabía exactamente cuántos empleados tenía.
El gasto derrochador del contrato también se convirtió en un problema en la segunda administración de Barry. En su primer mandato, insistió en que cualquier empresa que deseara hacer negocios con la ciudad tuviera socios minoritarios, y promulgó una legislación que exigía que el 35% de todos los contratos fueran a empresas propiedad de minorías. La política se modificó en su segundo mandato de tal manera que la administración otorgó contratos a las conexiones políticas de Barry y a los contribuyentes de campaña de alto nivel por una suma de $ 856 millones. La ciudad no ejerció suficiente supervisión. El costo de servicios como el combustible para calefacción para las escuelas públicas aumentó un 40 por ciento, sin ninguna garantía de que se proporcionaran los bienes y servicios. El concejal de la ciudad John A. Wilson comentó que «lo que comenzó a beneficiar a la comunidad minoritaria en general ha significado que algunos negros políticamente influyentes pueden mudarse a los suburbios elegantes».
Un gran escándalo alcanzó al alcalde en su segundo mandato. Varios de sus asociados fueron acusados de malversación financiera, incluidos los exfuncionarios de la administración Ivanhoe Donaldson y Alphonse G. Hill. Barry comenzó a estar plagado de rumores y reportes de prensa sobre mujeres y abuso de alcohol y drogas; en particular, abundaban las historias de su consumo de cocaína en los clubes nocturnos y el barrio rojo de la ciudad. En 1983, su exesposa, Mary Treadwell, fue declarada culpable de utilizar fraudulentamente fondos federales otorgados a Pride Inc., un grupo que ayudó a los jóvenes locales a encontrar empleo . En 1984, su amante, Karen Johnson, fue condenada por posesión de cocaína y desacato a la corte por negarse a testificar ante un gran jurado sobre el uso de drogas de Barry. Los siguientes cuatro años en el cargo de alcalde tuvieron algunos puntos importantes, incluida la entrada del Distrito en el mercado de bonos abiertos con la calificación crediticia más alta de Wall Street, y el discurso de nominación de Barry para Jesse Jackson en la Convención Democrática de 1984.

### Tercer mandato
Barry buscó un tercer mandato como alcalde en 1986. En este momento, su dominio de la política de la ciudad era tan absoluto que solo enfrentó una oposición simbólica en las primarias demócratas en la forma del exmiembro de la junta escolar Mattie Taylor, a quien ganó con bastante facilidad. Él había esperado enfrentarse a Jesse Jackson, quien había sido alentado por sus colegas para buscar la alcaldía, y que había sido relativamente popular en marcado contraste con su reputación en declive. Barry, que sabía que la mayoría de los ingresos de Jackson provenía de pronunciar discursos, usó su influencia política para descalificar arbitrariamente a Jackson al aprobar una ley que decía que cualquiera que ganara más de una cierta cantidad en honorarios no era elegible para postularse para el cargo de D.C. Los miembros del consejo llamaron en broma a esto la «Ley de Jesse Jackson», ya que se legisló expresamente para mantener a Jackson fuera de la carrera por la alcaldía. Como se esperaba, Barry derrotó a la concejal republicana Carol Schwartz con bastante facilidad en las elecciones generales del 4 de noviembre. Sin embargo, Schwartz logró ganar el 33 por ciento de los votos, la primera vez que un republicano cruzó la barrera del 30 por ciento en una elección general. Por tercera vez, Barry recibió el respaldo del The Washington Post pero «con reservas y dudas mucho mayores que en cualquier otro momento en el pasado».
En este momento, Barry sufría abiertamente los efectos de las adicciones a la cocaína y el alcohol; más tarde admitiría que perdió el control de su hábito de drogas poco después de haber jurado un tercer mandato. Sus apariciones públicas estuvieron marcadas por sus ojos vidriosos y su lenguaje arrastrado. Sus ayudantes comenzaron a programar todos sus eventos diarios más tarde y más tarde en el día cuando llegaba al trabajo tan tarde como la hora del almuerzo, y se fueron a dormir a su escritorio. Su capacidad para funcionar como alcalde se había deteriorado tanto que incluso sus asociados más cercanos lo instaron a no volver a correr. Intentaron crear una cátedra dotada para él en la Universidad del Distrito de Columbia. A raíz de la falta de atención de Barry, la ciudad decayó gravemente. Barry estaba viendo el Super Bowl XXI en Pasadena, California, cuando una tormenta de nieve invernal azotó a Washington en enero de 1987; los equipos de la ciudad fueron acusados de despejar tarde los caminos, afectando negativamente a las empresas locales.
En 1987 el consumo de crack explotó en la ciudad, al igual que las guerras territoriales entre narcotraficantes; en 1988 hubo 369 homicidios en el Distrito de Columbia, la mayor cantidad en la ciudad. Ese récord se rompió cuando el año siguiente tuvo 434 homicidios, y se rompió nuevamente en 1990 con 474 homicidios, lo que hizo que la tasa de asesinatos del Distrito de Columbia fuera la más alta de la nación. El déficit y el empleo del gobierno del Distrito de Columbia aumentaron a medida que sufrieron los servicios de la ciudad; en particular, hubo frecuentes informes de prensa sobre muertes ocurridas porque la policía carecía de automóviles para llegar a la escena del crimen, y los servicios de EMS respondieron lentamente o se dirigieron a la dirección equivocada.

### 1990 arresto y condena por drogas
A fines de 1989, los funcionarios federales habían estado investigando a Barry bajo sospecha de posesión y uso de drogas ilegales; ese otoño, procesaron a varios de sus asociados por el uso de cocaína, incluido Charles Lewis, un nativo de las Islas Vírgenes de los Estados Unidos. Fue implicado en una investigación de drogas que involucraba a Barry y una habitación en el Ramada Inn de Washington en diciembre de 1988.

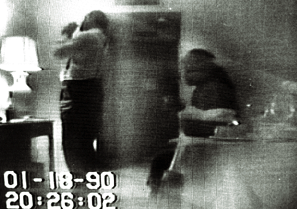
Barry capturado por una cámara de vigilancia fumando crack durante una operación conjunta por el FBI y la Policía del D.C..

El 18 de enero de 1990, Barry fue arrestado con una exnovia, Hazel Diane «Rasheeda» Moore, en una operación encubierta en el Hotel Vista Internacional por el FBI y la policía de DC por uso y posesión de crack. Moore era una informante del FBI cuando invitó a Barry a la habitación del hotel e insistió en que fumara cocaína de base libre antes de tener relaciones sexuales, mientras que los agentes en otra habitación miraban en cámara, esperando que Barry aceptara su oferta. Durante el arresto grabado en video, Barry dice de Moore:  «La perra me tendió una trampa (...) no debería haber venido aquí (...) maldita perra».
Fue acusado de tres delitos graves de perjurio, diez cargos de posesión de drogas y un delito menor de conspiración para poseer cocaína, a pesar de que la cocaína pertenecía al informante del gobierno. El juicio penal terminó en agosto de 1990 con una condena por un solo incidente de posesión, que había ocurrido en noviembre de 1989, y una absolución de otro. El jurado se estancó en los cargos restantes. Seis o siete miembros del jurado (de los cuales dos eran blancos y el resto negros) creían que la evidencia contra Barry era abrumadora y que había mostrado «arrogancia» durante el juicio. Contra estos, cinco miembros del jurado negros estaban convencidos de que la fiscalía había falsificado pruebas y testimonios como parte de una conspiración racista contra Barry, e incluso había disputado conclusiones de hecho que no habían sido impugnadas en los tribunales. Después de regañar a los miembros del jurado por no seguir sus instrucciones, el juez presidente Thomas Penfield Jackson declaró un juicio nulo sobre los cargos restantes.
Como resultado de su arresto y el juicio posterior, Barry decidió en junio de 1990 no buscar la reelección como alcalde. Después de su arresto y durante su juicio, continuó ejerciendo como alcalde. Incluso se postuló como independiente para un puesto general en el consejo contra Hilda Mason, de 74 años. Mason, una ex aliada que había ayudado a Barry a recuperarse después del tiroteo de 1977, tomó el desafío personalmente y dijo: «Me siento muy decepcionado con Marion Barry». Mason recibió el respaldo de la mayoría de los miembros del consejo y por Jesse Jackson, que se postulaba para senador en la sombra.
Barry fue sentenciado a seis meses en una prisión federal poco antes de las elecciones de noviembre, que perdió, la primera y única pérdida electoral de su carrera, recibiendo el 20 por ciento del voto general, pero obteniendo buenos resultados entre los votantes del Distrito 8.  Su esposa e hijo se mudaron de la casa a finales de ese mes. En octubre de 1991, se entregó en un correccional en Petersburg, Virginia. Mientras cumplía su condena, fue acusado de permitir que una mujer le practicara sexo oral en la sala de espera de la prisión, un cargo que Barry negó. Barry fue transferido a otra prisión federal en Loretto, Pensilvania. Finalmente, fue liberado en abril de 1992.
En mayo de 2013, después de que el alcalde de Toronto, Rob Ford, supuestamente fue grabado en video fumando lo que se informó que era crack, se hicieron paralelos con la similitud con el incidente de 1990. Barry negó cualquier similitud, afirmando: «A menos que haya sido atrapado por el gobierno, no es similar».

## 1992-1994: Regreso Político

### Concejo de D.C.
Barry fue liberado de la prisión en 1992, y dos meses después presentó documentos para postularse para el escaño del consejo municipal de Ward 8 en las elecciones de ese año. Corrió bajo el lema «Puede que no sea perfecto, pero es perfecto para DC.». Derrotó a la titular de cuatro mandatos, Wilhelmina Rolark, en las primarias demócratas, ganando el 70 por ciento de los votos, diciendo que «no estaba interesado en ser alcalde», y ganó fácilmente las elecciones generales.

### Elección de alcalde de 1994
A pesar de sus declaraciones anteriores de lo contrario, los observadores de la victoria del consejo de Barry expresaron su creencia de que estaba preparando el camino para una alcaldía en 1994. De hecho, cumplió con las expectativas cuando anunció formalmente su candidatura a la alcaldía el 21 de mayo de 1994, y fue considerado inmediatamente como un serio desafío para la impopular alcalde titular, Sharon Pratt Kelly. A pesar de mucha oposición, incluido un esfuerzo fallido para recordar su elección de consejo de 1992, Barry ganó una competencia primaria demócrata a tres bandas para alcalde con el 48% de los votos el 13 de septiembre, empujando a Kelly al último lugar. La victoria, que se produjo después de que Barry grabó en video el uso y la convicción, conmocionó a la nación, con titulares de primera plana en periódicos como Los Angeles Times y Boston Globe.
Una cita repetida de Barry se produjo después de su victoria en las elecciones primarias demócratas, en la que aconsejó a los votantes que se oponían a su campaña para la alcaldía a «superarla».
Aunque se enfrentó a un desafío creíble de la concejal republicana Carol Schwartz, quien recibió el respaldo del Washington Post, Barry fue victorioso en las elecciones generales con 56% al 42% de los votos de Schwartz. Esto no solo fue el mejor resultado de un candidato a la alcaldía republicana desde la restauración del gobierno local, sino que también fue la primera vez desde entonces que un candidato demócrata a la alcaldía había caído por debajo del 60 por ciento. No volvería a ocurrir hasta que Muriel Bowser ganara las elecciones generales de 2014 con el 54% de los votos.

## 1995–1999: Alcalde del D.C., Cuarto mandato

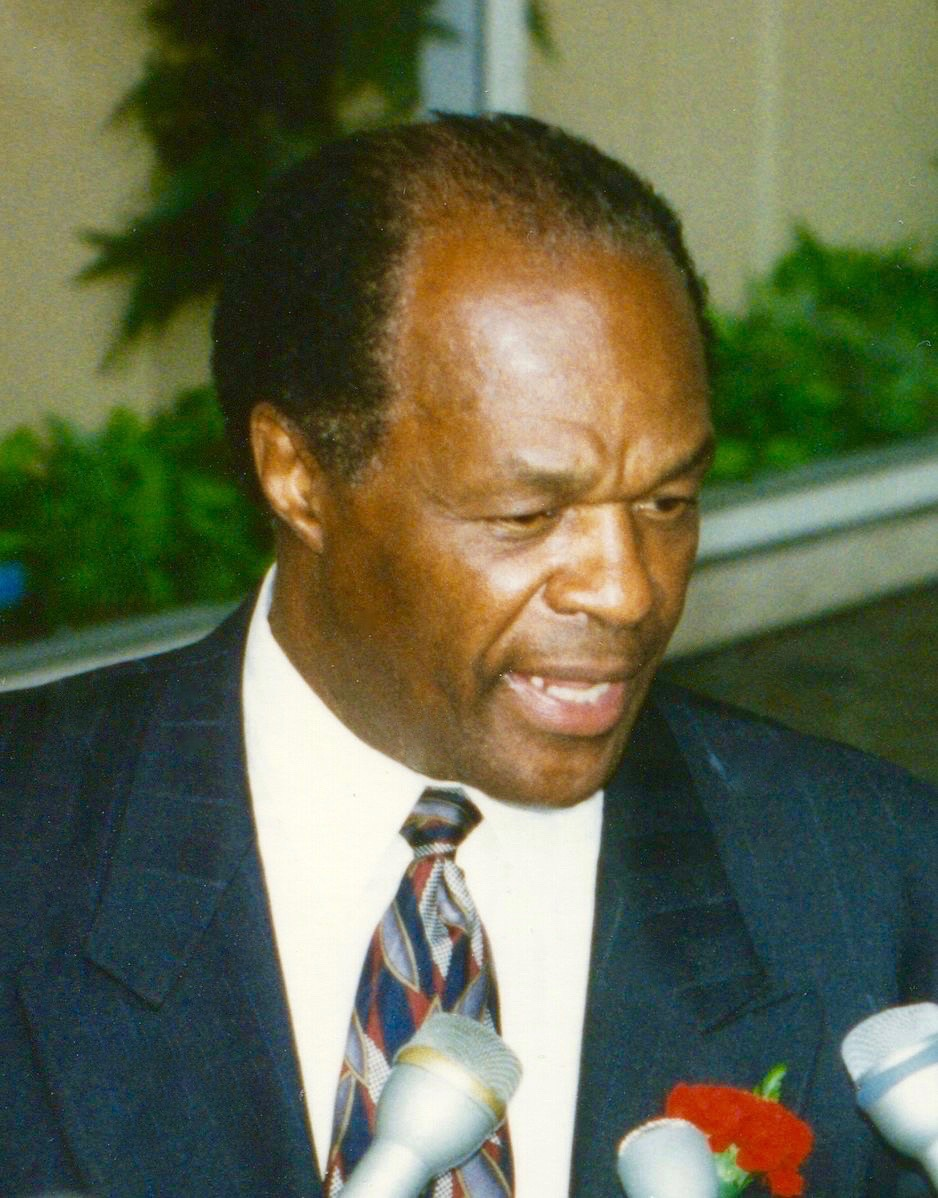
Barry en 1996

Barry asumió el cargo el 2 de enero de 1995 y se enfrentó casi de inmediato a una crisis financiera. Los problemas presupuestarios de sus administraciones anteriores solo habían aumentado durante el mandato de Kelly, y los funcionarios de la ciudad estimaron un déficit fiscal de 1996 entre $ 700 millones y $ 1 mil millones. Además, los servicios de la ciudad se mantuvieron extremadamente disfuncionales debido a la mala gestión. Un mes después de su mandato, Barry declaró que el gobierno de la ciudad era «inviable» en su estado actual y presionó al Congreso para que se hiciera cargo de las áreas de su operación que eran análogas a las funciones típicas del gobierno estatal. Wall Street, que Barry había convencido justo después de su elección de continuar invirtiendo en bonos municipales, redujo la calificación crediticia de la ciudad a «estatus basura». En lugar de implementar las propuestas de Barry, el nuevo Congreso Republicano (que había llegado al poder con promesas de disminuir el gasto federal) colocó varias operaciones de la ciudad en quiebra y creó la Junta de Control Financiero del Distrito de Columbia para asumir la autoridad completa sobre los gastos y las finanzas cotidianas de la ciudad, incluida la anulación de las decisiones fiscales del alcalde.
Los siguientes dos años estuvieron dominados por las batallas presupuestarias y políticas entre Barry y la junta de control, junto con el director financiero Anthony A. Williams, por el poder sobre la operación del Distrito de Columbia. El conflicto finalmente se resolvió cuando en 1997 la Administración Clinton y el senador Lauch Faircloth acordaron una legislación que rescató a la ciudad de su crisis financiera pero despojó a Barry de toda autoridad (incluida la contratación y el despido) sobre nueve agencias de distrito, lo que las hizo directamente responsables ante el control tablero. Barry se quedó con el control únicamente del Departamento de Parques y Recreación, las bibliotecas públicas y la Junta de Turismo, así como los adornos ceremoniales de su oficina, una condición que caracterizó «una violación de la democracia».
Barry se negó a postularse para un quinto mandato en junio de 1998, afirmando su creencia de que el Congreso no restablecería la plena autonomía mientras fuera alcalde. Fue sucedido por el director financiero de la ciudad, Anthony A. Williams.

## 2000–2014: Concejo de D.C.

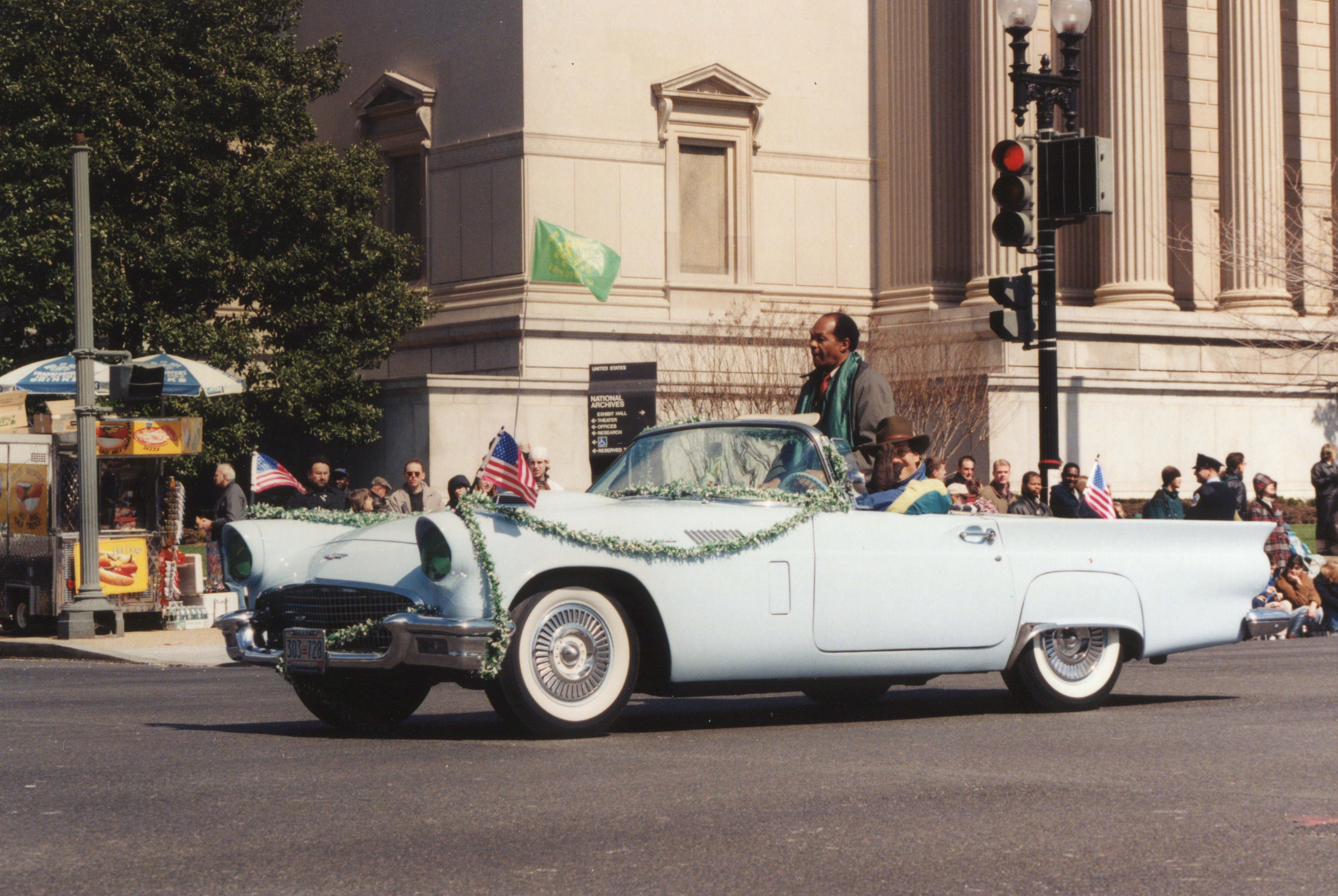
Barry en 1998 en Washington D. C.

Después de dejar el cargo, Barry realizó trabajos de consultoría para una empresa de banca de inversión. El 6 de marzo de 2002, declaró su intención de desafiar al miembro del consejo general Phil Mendelson en las primarias demócratas. En un mes, decidió no presentarse, luego de un incidente en el que la Policía de Parques de EE. UU. encontró rastros de marihuana y cocaína en su automóvil.
El 12 de junio de 2004, Barry anunció que se postulaba en las primarias demócratas para el escaño del consejo Ward 8, un cargo que ocupó antes de convertirse en alcalde. Barry recibió el 58% de los votos, derrotando al miembro titular del consejo, Sandy Allen, el 14 de septiembre de 2004. Barry recibió el 95% de los votos en las elecciones generales, otorgándole una victoria en la carrera para representar a Ward 8 en el Consejo.
Durante las elecciones a la alcaldía de 2006, respaldó a Adrian Fenty a pesar de que Linda Cropp contrató a muchos miembros de la antigua maquinaria política de Barry. Se enfrentó públicamente con Fenty por el estadio de fútbol propuesto por D.C. United en Barry's Ward 8. Barry fue el defensor más abierto del estadio en el consejo, mientras que Fenty intentó distanciarse de su apoyo inicial para el proyecto.
En julio de 2007, Marion Barry fue elegida como una de las cincuenta estatuas de cera para debutar en la franquicia de Washington D. C. del Museo de cera Madame Tussauds. Barry fue elegido por la mayoría de los residentes y turistas de Washington de la «Lista de los 10 mejores deseos» de Tussauds, en un concurso que lo enfrentó contra Cal Ripken, Jr., Al Gore, Denzel Washington, Carl Bernstein, Halle Berry, Martin Sheen, Marilyn Monroe, Nancy Reagan y Oprah Winfrey.
Barry se postuló para la reelección en 2008 y rechazó fácilmente a los cinco retadores en las primarias demócratas: Ahmad Braxton-Jones, Howard Brown, Chanda McMahan, Sandra Seegars y Charles Wilson. No se presentaron candidatos republicanos o estadistas verdes para postularse en la carrera del consejo de Ward 8.

### Voto sobre el matrimonio gay
En mayo de 2009, votó en contra de un proyecto de ley que obligaba a Washington D. C. a reconocer los matrimonios entre personas del mismo sexo realizados en otros lugares. Durante su campaña de reelección de 2008, Barry le había dicho a los miembros del Club Democrático Gertrude Stein, el grupo político LGBT más grande de la ciudad: «No creo que debáis hacer (apoyar el proyecto de ley) una prueba de fuego. Pero si un proyecto de ley como ese fuera a algún lugar, votaré por ello». Después de su voto de mayo de 2009 en contra del reconocimiento de los matrimonios homosexuales, Barry fue criticado por lo que los activistas creían que era un aparente fracaso. El concejal Phil Mendelson dijo que estaba sorprendido por la votación porque Barry había firmado como copresentador del proyecto de ley de matrimonio. Él dijo que su posición no había cambiado y advirtió que el consejo necesitaba avanzar lentamente en este tema. Citando su creencia de que la comunidad afroamericana local se oponía abrumadoramente al matrimonio homosexual, «todo el infierno se desatará», dijo Barry. «Puede que tengamos una guerra civil. La comunidad negra se mantiene firme en contra de esto».

### Problemas Legales

#### No presentar declaraciones de impuestos y pagar impuestos
El 28 de octubre de 2005, Barry se declaró culpable de los delitos menores derivados de una investigación del Servicio de Impuestos Internos de los Estados Unidos (IRS). Las pruebas obligatorias de drogas para la audiencia mostraron que era positivo para la cocaína y la marihuana. El 9 de marzo de 2006, fue sentenciado a tres años de libertad condicional por cargos de delito menor por no pagar impuestos federales y locales, y recibió asesoramiento sobre drogas.
En 2007, los fiscales federales trataron de revocar su libertad condicional por no presentar su declaración de impuestos de 2005. La jueza magistrada de los Estados Unidos, Deborah Robinson, se negó y dijo que los fiscales no habían demostrado que el fracaso fuera intencional, incluso si Barry sabía que había incumplido el plazo. Según la juez Robinson, sentenciar a Barry a la cárcel sin probar que deliberadamente no presentó sus impuestos contradiría el precedente establecido por la Corte Suprema de los Estados Unidos.

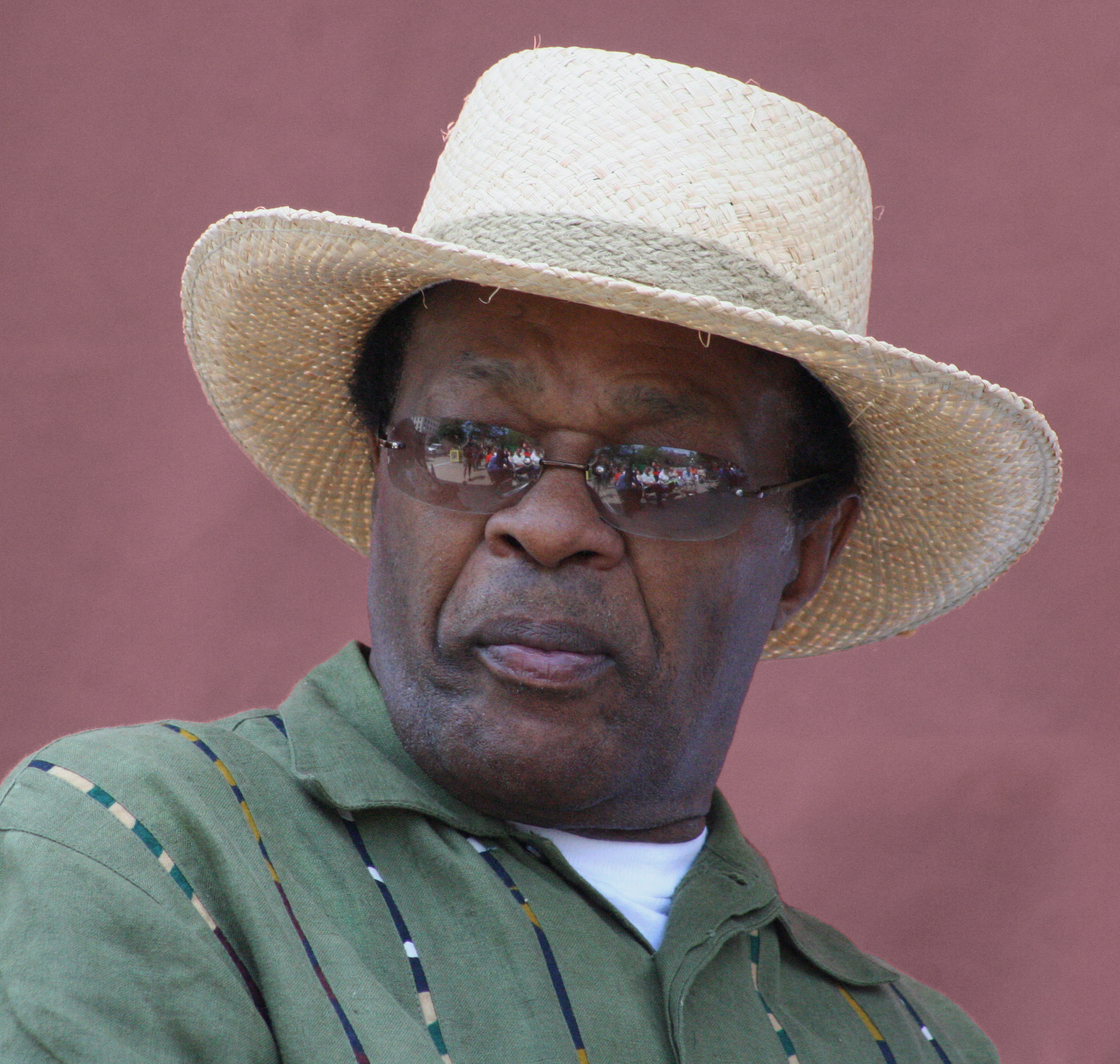
Barry en 2007

El 9 de febrero de 2009, los fiscales presentaron una moción en un tribunal federal para revocar la libertad condicional de Barry por no presentar su declaración de impuestos de 2007, que violaba su libertad condicional. Según un fiscal, Barry no había presentado sus impuestos en ocho de los últimos nueve años. Barry dijo que la razón por la que no presentó su declaración de impuestos se debe a las distracciones de sus problemas médicos, aunque señaló que «no hay excusa» para no presentarla. En una entrevista, aseguró que había estado sometido a diálisis de cuatro horas tres veces por semana como tratamiento para un problema con su riñón. En ese momento, se identificó un donante de riñón, pero la operación aún no se había programado. El 17 de febrero, WTOP-FM informó que, según su abogado, Barry había presentado sus declaraciones de impuestos federales y de distrito para 2007. El mismo día, Barry ingresó en el Hospital de la Universidad de Howard para prepararse para un trasplante de riñón al día siguiente. Fue dado de alta del hospital el 27 de febrero, pero fue readmitido el 2 de marzo debido a grandes cantidades de aire en su cavidad abdominal y también debido a las quejas de dolor grave de Barry , ambos causados por el combinación de medicamentos que estaba tomando después de la operación. Fue dado de alta del hospital el 6 de marzo. El 17 de abril de 2009, la fiscalía retiró su solicitud de revocar su libertad condicional.
El 9 de septiembre de 2011, el Servicio de Impuestos Internos presentó una notificación de gravamen de impuestos federales contra Barry debido a 3.200 dólares de impuestos federales sobre la renta no pagados para 2010. Barry atribuyó el derecho de retención a la mala comunicación entre el Servicio de Impuestos Internos y sus representantes.

#### Presuntas infracciones de tráfico
El 10 de septiembre de 2006, fue detenido por oficiales de policía de la División Uniformada del Servicio Secreto después de detenerse en una luz verde y pasar una luz roja. Según un portavoz del Servicio Secreto, los agentes de policía detuvieron su automóvil, olieron a alcohol y administraron una prueba de sobriedad en el campo. Barry fue llevado a la estación de policía del Capitolio de los Estados Unidos para una prueba de alcoholemia. El Servicio Secreto dijo que la prueba de alcoholemia no dio una lectura precisa, pero Barry luego dijo que dio una lectura exitosa de 0.02%, que era menor al límite legal de 0.08%.  Los oficiales de policía le pidieron que se hiciera un análisis de orina, que él rechazó. Los oficiales le pusieron una multa a Barry por pasar una luz roja y no someterse a un análisis de orina. También fue acusado de conducir un vehículo no registrado y mal uso de etiquetas temporales. Barry se declaró inocente de los cargos. Los fiscales le ofrecieron un acuerdo para retirar el cargo de conducir bajo la influencia a cambio de una declaración de culpabilidad; él declinó. Un juez lo declaró inocente de los cargos.
El 16 de diciembre de 2006, la policía del parque le detuvo por conducir demasiado lento, lo que luego dijo Barry porque estaba tratando de averiguar dónde ingresar al estacionamiento de una escuela de educación primaria para un evento de una fundación sin fines de lucro. Después de buscar el registro de Barry, el oficial de policía le dijo que su licencia había sido suspendida y le multó por operar un vehículo con una licencia suspendida, a pesar de la insistencia de Barry de lo contrario. Dos días después, el Departamento de Vehículos Motorizados de DC confirmó que la licencia de Barry no había sido suspendida y dijo que un fallo en la computadora pudo haber causado el error.
El 2 de agosto de 2014, sufrió un accidente de tránsito en el distrito, que su portavoz atribuyó a un «ataque hipoglucémico» debido a su diabetes. En el momento del accidente, Barry tenía 2.800 dólares en multas sin pagar por exceso de velocidad y violaciones de estacionamiento acumuladas desde 2012.

#### Conflicto de intereses: beneficio personal del contrato con la novia
El 4 de julio de 2009, fue detenido por la policía del parque después de que la consultora política Donna Watts-Brighthaupt, su exnovia, afirmara que la estaba acosando. Fue arrestado y acusado de  «acoso menor». Luego de una entrevista con las autoridades, fue puesto en libertad por citación y se le dijo que debía comparecer ante el Tribunal Superior del Distrito de Columbia el 9 de julio.  Sin embargo, todos los cargos fueron retirados el 8 de julio.
Un informe de investigación de un abogado especial dijo que Barry se había beneficiado personalmente de un contrato que le había otorgado a su entonces novia Donna Watts-Brighthaupt. El informe indicaba que había adjudicado un contrato a su novia, quien luego reembolsó el dinero adeudado a Barry con los ingresos del contrato. Cuando fue entrevistado por el abogado especial, Watts-Brighthaupt admitió haber plagiado porciones sustanciales de su estudio de un estudio disponible públicamente por el Departamento de Educación de los Estados Unidos. El informe del abogado especial también dijo que Barry había solicitado 41 asignaciones en 2009 por valor de 8,4 millones de dólares, algunas de las cuales fueron pagadas a organizaciones «plagadas de derroche y abuso».  El informe también dijo que Barry había impedido la investigación al negarse a responder a las preguntas y diciéndole a los testigos que no respondan las preguntas y que no entreguen documentos citados al abogado especial.
Barry respondió al informe del abogado especial alegando que no había violado ninguna regla o procedimiento escrito sobre dichos contratos y que no había conflicto de intereses. Finalmente, se disculpó por su «muy, muy pobre juicio».
En respuesta al informe del abogado especial, varios miembros del consejo dijeron que les gustaría escuchar una respuesta de Barry antes de considerar una censura. El 2 de marzo de 2010, el Consejo del Distrito de Columbia votó 12-0 a favor de despojar a Barry de todas las asignaciones del comité, poner fin a su presidente del Comité de Vivienda y Desarrollo de la Fuerza Laboral y destituirlo del Comité de Finanzas e Ingresos.

#### El racismo asiático-estadounidense marca controversia
En una fiesta que celebró su victoria principal para su escaño en el consejo de DC el 3 de abril de 2012, Barry dijo: «Tenemos que hacer algo para que estos asiáticos entren, abran negocios, esas tiendas sucias. Deberían ir, yo solo diré eso ahora, ya sabes. Pero necesitamos que los empresarios afroamericanos puedan tomar sus lugares también».
Varios otros miembros del consejo, el alcalde Vincent Gray y la delegada Eleanor Holmes Norton criticaron los comentarios de Barry. Cinco miembros asiáticoamericanos de la Asamblea General de Maryland también le pidieron que se disculpase en un comunicado, diciendo:  «En el mejor de los casos, el ataque del Sr. Barry contra los asiáticoamericanos es profundamente preocupante, y en el peor de los casos es una trampa racial».
Barry se disculpó por sus comentarios y dijo en una declaración escrita:  «Es a estos menos que estelares empresarios asiáticoamericanos en Ward 8 que se dirigieron mis comentarios, no a todos los empresarios asiáticos en Ward 8 o la población asiático-estadounidense».

## Vida personal
Se casó con Effi Slaughter, su tercera esposa, justo después de anunciar su candidatura a la alcaldía en 1978. La pareja tuvo un hijo, Marion Christopher Barry, quien murió de una sobredosis de drogas el 14 de agosto de 2016. Los Barrys se separaron en noviembre de 1990, poco después de que fue capturado en una cinta de video fumando crack con una exmodelo y proponiéndola para tener relaciones sexuales. Se divorciaron en 1993, pero ella regresó a Washington y lo apoyó en su exitosa candidatura para un escaño en el concejo municipal en 2004. Effi murió el 6 de septiembre de 2007, después de una batalla de 18 meses con leucemia mieloide aguda.
Se casó con Cora Masters el 8 de enero de 1993. Masters era profesor de ciencias políticas en la Universidad del Distrito de Columbia y su ex portavoz.
La madre de Barry, Mattie Cummings, murió a los 92 años en Memphis el 8 de noviembre de 2009.

## Muerte

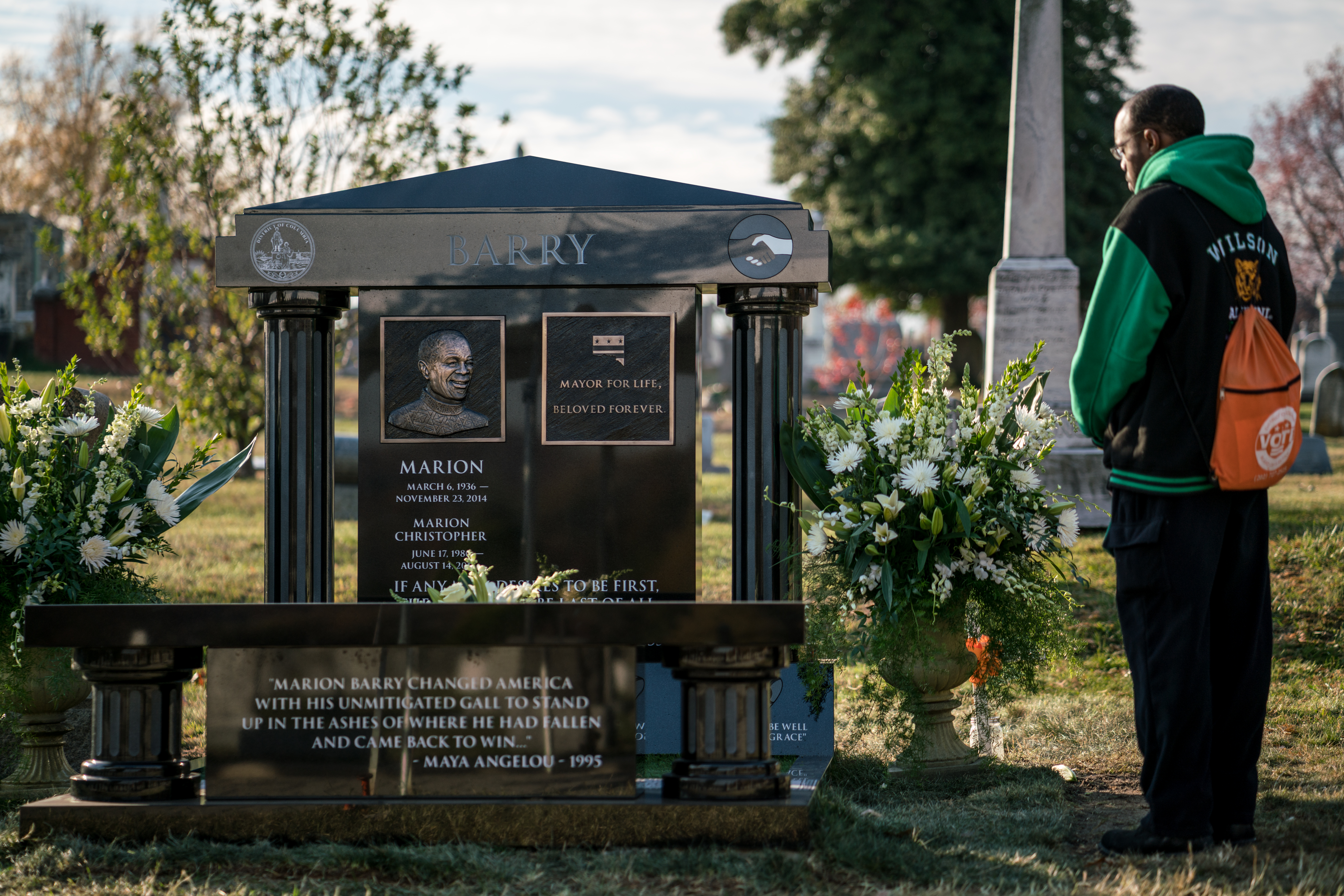
Memorial de Barry en el Congressional Cemetery

Barry murió en el United Medical Center en Washington D. C., el 23 de noviembre de 2014, de un paro cardíaco, a la edad de 78 años. Después de tres días de celebraciones conmemorativas, fue enterrado el 6 de diciembre en el Cementerio del Congreso de Washington.
Se erigió un monumento privado a Barry sobre su tumba y se dio a conocer el 22 de noviembre de 2016. El evento contó con la presencia de miembros actuales y anteriores del Consejo de DC, la exalcalde Sharon Pratt y otros 150 dignatarios, familiares y amigos de Barry. El monumento, concebido y diseñado en gran parte por Cora Masters Barry y Marion Christopher Barry, fue tallado por el escultor y grabador prominente a nivel nacional Andy Del Gallo y fabricado por Eastern Memorials (una compañía funeraria de monumentos con sede en el DC).

## Legado
En junio de 2009, se publicó un documental sobre la vida de Barry en Silverdocs. El documental de HBO fue lanzado en agosto de 2009.
En abril de 2014, en medio de una contenciosa carrera de alcaldes en Newark, Nueva Jersey, el futuro vencedor Ras Baraka fue pedido por el profesor de la Universidad de Rutgers y el historiador de la ciudad de Newark, Clement A. Price, para elegir sus modelos a seguir como alcalde. En respuesta, Baraka nombró a Barry y Chokwe Lumumba de Jackson, Misisipi.

## Otras lecturas
- Dolan, Michael (6 de enero de 1995). «Visible Man: Can Marion Barry survive salvation?». Washington City Paper. Consultado el 16 de marzo de 2017.
- Marchenese, Kira; Segan, Sascha (21 de mayo de 1998). «Marion Barry: Making of a Mayor». The Washington Post. Consultado el 23 de noviembre de 2014.
- Smith, Sam (1998). «Marion Barry: some notes». The Progressive Review.
- The Influence – The Four Stages of Every Political Drug Scandal
- Barry, Marion, and Omar Tyree. Mayor For Life : The Incredible Story of Marion Barry, Jr. New York: Strebor Books, 2014. Print.
- «The Barry Years: 40 Years of Committed Public Service». DCWatch. 21 de mayo de 1998. Consultado el 23 de noviembre de 2014.